# LXDE
LXDE es un entorno de escritorio libre para Unix y otras plataformas POSIX, como Linux o BSD. El nombre corresponde a "Lightweight X11 Desktop Environment", que en español significa "Entorno de escritorio X11 ligero".
LXDE es un proyecto que apunta a entregar un nuevo entorno de escritorio ligero y rápido. No está diseñado para ser tan complejo como KDE o GNOME, pero es bastante usable y ligero, y mantiene una baja utilización de recursos y energía. A diferencia de otros ambientes de escritorio, los componentes no se integran firmemente. Al contrario, los componentes son independientes, y cada uno de ellos se puede utilizar independientemente con muy pocas dependencias.
LXDE usa Openbox como gestor de ventanas predeterminado y apunta a ofrecer un escritorio ligero y rápido basado en componentes independientes que pueden ser utilizados en otros entornos.

## Historia
LXDE se comenzó a programar en 2006 por el informático taiwanés Hong Jen Yee, cuando escribió PCManFM, el primer módulo del escritorio, que continuó hasta lanzar el escritorio completo LXDE, el cual permite el desarrollo de distribuciones con bajo consumo de energía y recursos.

## Versiones

### LXDE 0.1
Se lanza en 2006, con algunos módulos como el administrador de archivos PCMan, Leafpad y Openbox.

### LXDE 0.2
La versión 0.2 llega en 2007 y con ellas algunas novedades como su nuevo visor de imágenes GPicView.

### LXDE 0.3
En abril de 2008 se lanza la versión 0.3 y se expande hasta julio de 2009. Algunas mejoras introducidas durante esta nueva versión son:
- Se lanza LXMusic, un reproductor de sonido basado en xmms2.
- Se desarrolla LXNM, el gestor de redes de LXDE.

### LXDE 0.4
Lanzada en julio de 2009, durante el desarrollo de esta version se lanza LXDM.

### LXDE 0.5
El 10 de diciembre de 2009 se lanza LXDE 0.5 y ha evolucionado hasta su versión actual, la 0.5.6 de LXDE. En 2010 LXDE 0.5 fue el escritorio de menor consumo de memoria y energía entre los cuatro más populares escritorios (Gnome, KDE, XFCE y LXDE). Algunas mejoras que se han dado entre 2009 y 2014 son las siguientes:
- LXMusic da soporte a arte de álbumes musicales.
- LXDM, el display manager de LXDE, se vuelve personalizable.
- En octubre de 2010 se renueva PCMan con su nueva librería LibFM, y se pueden mover los iconos del escritorio; en septiembre de 2012 pasan a su versión 1.0.1
- Se lanza PCMan 1.2.1 y LibFM 1.2.1.
- LXMusic 0.4.3,
- LXPanel 0.5.10.

## Portado a QT

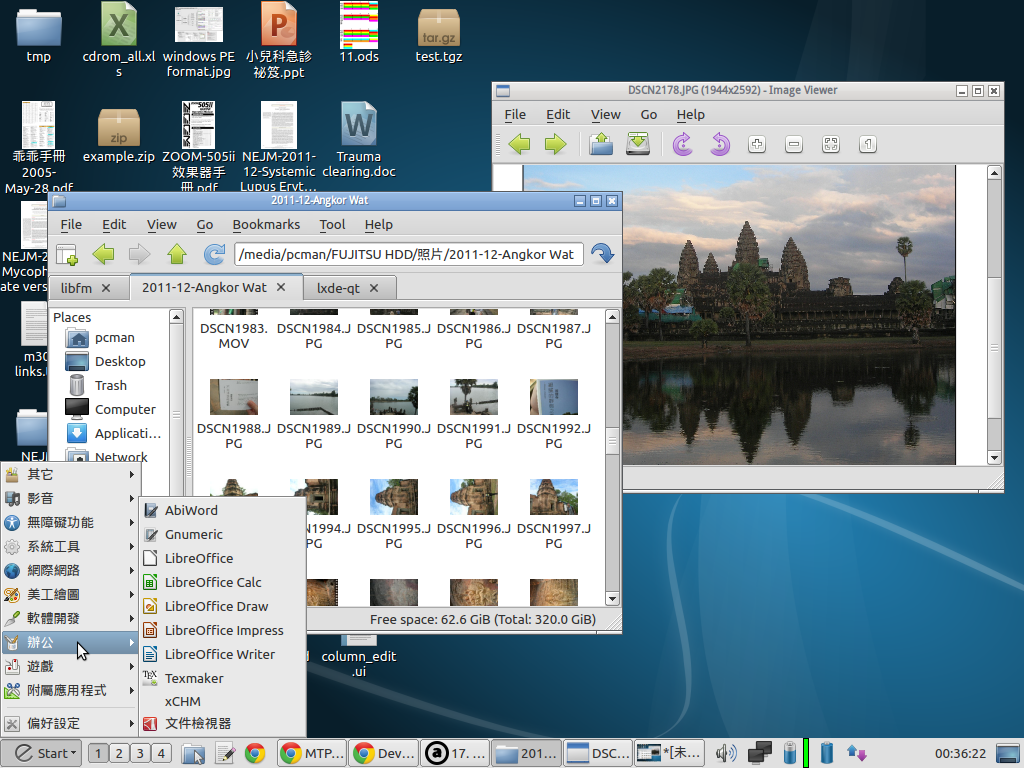
LXDE-Qt

Insatisfecho con GTK 3, Hong Jen Yee experimentó con Qt a principios de 2013 y el 26 de marzo de 2013 liberó la primera versión del manejador de archivos PCManFM basada en Qt. Sin embargo, aclaró que esto no significa el abandono de GTK en LXDE, diciendo «las versiones Gtk+ y Qt coexistirán». Más tarde portó a Qt el front-end del LXDE, Xrandr.

## Portado a Android
En 2009 LXDE fue portado a Android, para ser utilizado en teléfonos y tabletas.

## Componentes
- PCManFM, rápido y robusto gestor de ficheros. Ofrece funciones tan interesantes como la navegación con pestañas y todo con un mínimo uso de recursos.
- LXLauncher, modo fácil de lanzar aplicaciones.
- LXPanel, panel de escritorio fácil de usar y con todas las funciones que pueden esperarse de un panel. La configuración se realiza a través de un GUI.
- LXSession Edit, permite cambiar el gestor de ventanas usado en LXDE, y las aplicaciones ejecutadas al inicio.
- LXSession, gestor de sesiones con las opciones Cerrar, Reiniciar y Suspender. La versión Lite ofrece menos tamaño y más estabilidad.
- LXAppearance, gestor de temas GTK+ que permite cambiar tanto el aspecto como los iconos y las tipografías.
- Leafpad, editor de texto.
- Xarchiver, basado en archiver, este gestor de archivos tampoco depende de un entorno concreto.
- GPicView, rápido, ligero y sencillo visor de imágenes.
- LXTerminal, terminal que reduce al mínimo el uso de memoria.
- LXTask, administrador de tareas / monitor de sistema.
- LXNM, asistente para la conexión a redes WiFi. Aún se encuentra en desarrollo.
- Openbox, es el gestor de ventanas utilizado por ser ligero y altamente configurable pero puede ser sustituido por cualquier otro.
- LXRandr, gestor de pantalla, gestiona la resolución de la pantalla y monitores externos.
- LXShortCut, permite editar fácilmente lanzadores de aplicaciones.
- LXMusic, reproductor de música minimalista basado en xmms2.

## Distribuciones GNU/Linux con LXDE
- CrunchBang Linux: basado en Debian Esta distribución declara ser una capa construida sobre Debian para generar una experiencia Openbox, y se instala con LXDE por default.[5]
- Debian GNU/Linux: Distribución Debian con la opción de instalar LXDE. En uno de los CD de instalación de Debian se puede seleccionar si instalar la distribución con LXDE o Xfce.[6]
- Canaima GNU/Linux: Incluyendo el entorno de escritorio en su versión 7.1.[7]
- EdulibreOs: Distribución Educativa basada en Ubuntu, con LXDE.
- Fedora:
- gOS, distribución basada en Ubuntu con LXDE como entorno de escritorio y con Google Gadget.[8]
- Knoppix: Live-cd basado en Debian, desde la versión 6.0 lleva este escritorio por defecto.
- Greenie Linux: Distribución basada en Ubuntu con GNOME y LXDE como entornos de escritorio.
- LinEx Colegios 2010:  Distribución Educativa Extremeña basada en Debian Squeeze, con LXDE.
- Linux Mint:
- Loc-OS Linux:  Distribución de GNU/Linux orientada a computadores de bajos recursos. Base Debian 11 con escritorio LXDE y libre de systemd.
- Lubuntu: Distribución basada en Ubuntu con soporte oficial de los creadores de Ubuntu, hasta la versión 19.10. Desde la versión 20.04 utiliza LXQt (que usa la biblioteca Qt en lugar de GTK).
- Mandriva (distribución Linux): en su versión Mandriva Dual Arch el escritorio por defecto es LXDE. Además en los entornos KDE o GNOME también tiene la opción de instalar el entorno LXDE.
- Mangaka Linux: CD-DVD basada en Ubuntu utiliza este entorno de escritorio en su primera versión.
- Minino:
- Myah OS 3.0 Box edition: Myah OS con LXDE.
- PUD GNU/Linux: LiveCD instalable basada en Ubuntu, con LXDE.
- Raspbian: Página principal de la distribución:
- SliTaz_GNU/Linux: Pequeño live CD con componentes de LXDE.[9]
- TinyMe: Minidistribución basada en PCLinuxOS con componentes de LXDE.
- Trisquel: Sistema operativo totalmente libre.
- Ubuntulite: Derivado de Ubuntu con LXDE.[10]
- VectorLinux LITE: Versión reducida de VectorLinux.
- Void Linux: distribución de origen español
- wattOS:
- Xanadu-Linux:
- Zorin OS (versión Lite). Esta distro no viene con escritorio Lxde, solo XFCE (como escritorio liviano).-

## Galería de imágenes de LXDE

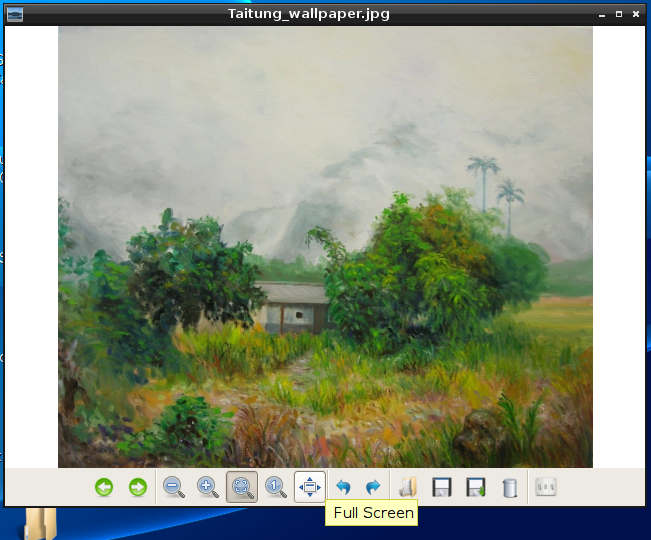
Visor de fotografías de LXDE
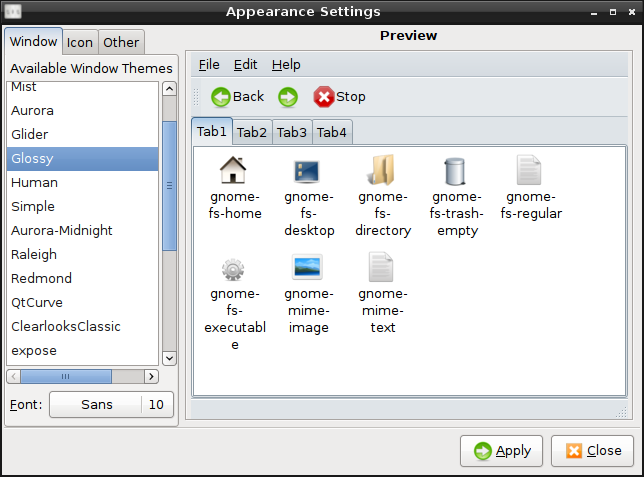
LXappearance
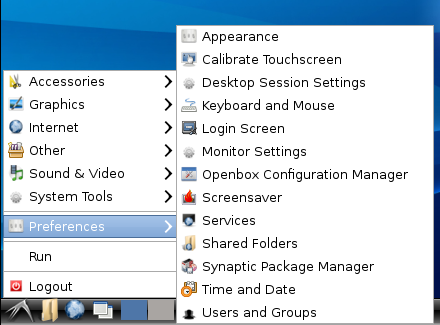
LXpanel
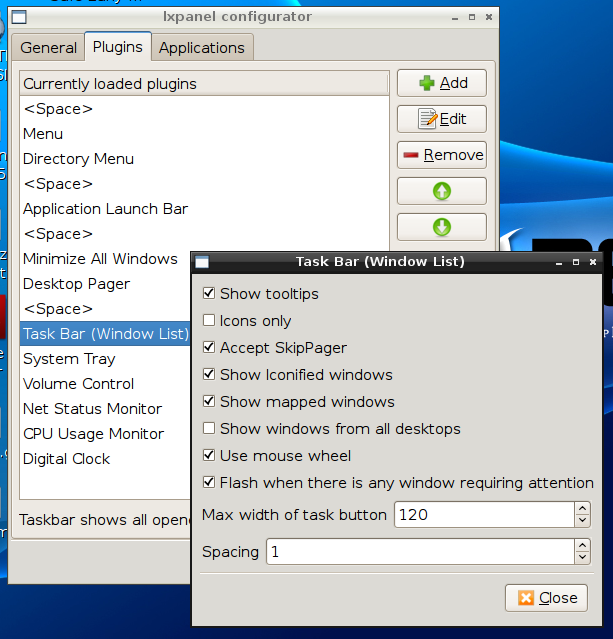
Preferencias del panel LXpanel
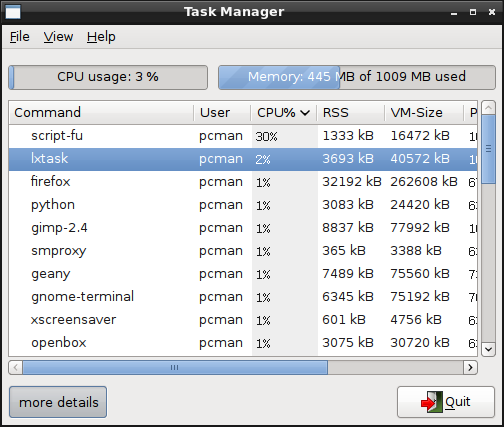
LXtask
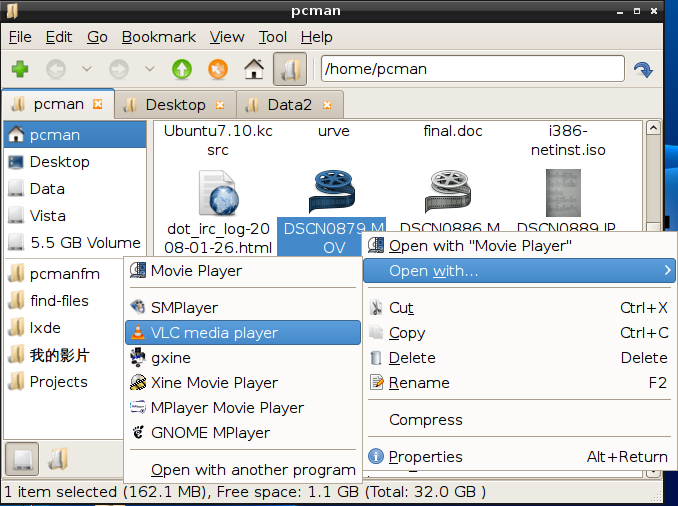
PCManFM
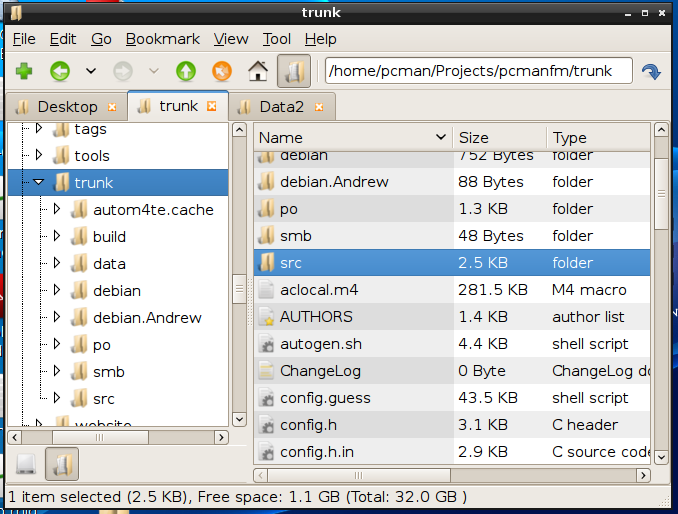
PCManFM
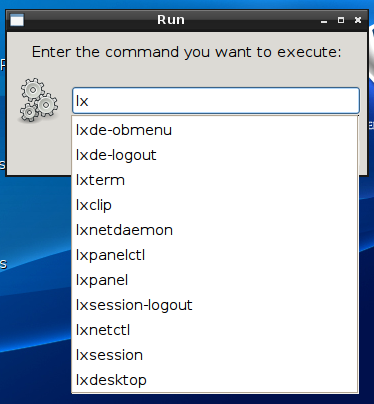
Autocompletado de Tareas del panel